# La Chambre d'à côté
Pour plus de détails, voir Fiche technique et Distribution.
La Chambre d'à côté (espagnol : La habitación de al lado ; anglais : The Room Next Door) est un film espagnol écrit et réalisé en anglais par Pedro Almodóvar, sorti en 2024.
Les deux héroïnes du film, Ingrid, romancière, et Martha, correspondante de guerre, sont amies de longue date. Longtemps après s'être perdues de vue, elles reprennent contact, lorsqu'Ingrid apprend que Martha est atteinte d'un cancer incurable. Cette dernière lui fait alors une demande surprenante.
C'est une adaptation du roman américain Quel est donc ton tourment ? (What Are You Going Through) de Sigrid Nunez, paru en 2020. Les rôles principaux sont tenus par Tilda Swinton et Julianne Moore.
Le film remporte le Lion d'or à la Mostra de Venise 2024, et le réalisateur obtient le Prix Donostia au Festival international du film de Saint-Sébastien 2024.

## Synopsis
Ingrid vit à Manhattan ; elle est écrivaine, spécialisée en autofictions. Elle a tellement peur de la mort qu'elle vient d'écrire un livre sur le sujet, On Sudden Deaths. Elle renoue le contact après des années avec son amie Martha, correspondante de guerre. Martha est atteinte d'un cancer du col de l'utérus en phase terminale, et expérimente plusieurs traitements médicaux. Lors de leurs rencontres, les deux femmes évoquent leur souvenirs, elles écrivaient dans le même journal, des goûts communs pour l'art et le cinéma, les regrets, la rédemption et leur propre mortalité. Ingrid apprend que Martha s'est séparée de sa fille à cause d'un malentendu,,,,.
Martha fait un jour une demande à Ingrid qui met son engagement à l'épreuve. Elle lui demande de l'accompagner dans une maison située dans une réserve naturelle, à deux heures de route de Manhattan, pour qu'elle soit présente lors de son suicide programmé. Martha s'est occupée de tous les détails, elle s'est procuré illégalement une pilule sur le darknet. Le rôle que doit jouer Ingrid, et que celle-ci accepte, est de se tenir simplement dans « la chambre d'à côté » car Martha ne veut pas mourir seule. Jusqu'à la mort de Martha, toutes deux passent leurs journées à faire de courtes promenades et de longues soirées cinéma dans la maison. Après la mort de Martha, la fille de celle-ci apparaît, traumatisée de n'avoir jamais rencontré son père.

## Fiche technique
Sauf indication contraire, les informations mentionnées dans cette section peuvent être confirmées par la base de données cinématographiques IMDb,  présente dans la section « Liens externes ».
- Titre français : La Chambre d'à côté[7],[8],[9]
- Titre espagnol : La habitación de al lado
- Titre anglais : The Room Next Door
- Réalisation et scénario : Pedro Almodóvar, d'après le roman Quel est donc ton tourment ? (What Are You Going Through) de Sigrid Nunez, paru en 2020[1]
- Costumes : Bina Daigeler
- Photographie : Eduard Grau
- Montage : Teresa Font
- Musique : Alberto Iglesias
- Production : Agustín Almodóvar
- Société de production : El Deseo
- Société de distribution : Pathé Films (France)[10]
- Pays de production :  Espagne
- Langue originale : anglais américain
- Format : Couleurs - DCP - 2,35 :1
- Genre : drame
- Durée : 106 minutes
- Dates de sortie :
  - Italie : 2 septembre 2024 (Mostra de Venise) ; 5 décembre 2024 (sortie nationale)
  - Espagne : 18 octobre 2024 (sortie nationale)
  - États-Unis : 20 décembre 2024 (sortie limitée) ; 17 janvier 2025 (sortie nationale)
  - France : 8 janvier 2025 (sortie nationale)

## Distribution
- Tilda Swinton (VF : Isabelle Gardien) : Martha / Michelle, sa fille
  - Esther McGregor : Martha, adolescente
- Julianne Moore (VF : Elsa Lepoivre) : Ingrid
- John Turturro (VF : Laurent Natrella) : Damian
- Alessandro Nivola (VF : Sébastien Desjours) : Flannery, l'inspecteur
- Juan Diego Botto (VF : Félicien Juttner) : Martin, le photographe
- Melina Matthews (en) (VF : Caroline Victoria) : Sarah, l'avocate
- Raúl Arévalo (VF : Benjamin Penamaria) : Bernardo, le prêtre
- Victoria Luengo (VF : Marie Glorieux) : la femme de Fred
- Alex Høgh Andersen (VF : Max Geller) : Fred
- Alvise Rigo (VF : Maxim Anciaux) : Jonah, l'entraîneur
- Sarah Demeestere (VF : Marie Donnio) : Stella
- Anh Duong (VF : Anne Morier) : Anh
- Bobbi Salvör Menuez : Bobbi

## Production

### Tournage
Le tournage commence le 3 mars 2024 à Madrid et a lieu également à New York.
Les vues extérieures de la maison où se déroule l'essentiel du film, censée se trouver « à deux heures [de route], vers Woodstock », sont réalisées autour de la Casa Szoke, à San Lorenzo de El Escorial, à une heure de route de Madrid.

### Un film anglophone d'Almodovar
Almodóvar a d'abord parlé d'un projet de tournage d'un film en anglais se déroulant à New York à la veille de son voyage au festival de Cannes 2023. Le titre La habitación de al lado / The Room Next Door est annoncé à la fin de 2023. Le film est une production d'El Deseo avec la participation de Movicar Plus+.
Il s'agit du premier long métrage en anglais d'Almodóvar. Selon ses propres dires, ses doutes ont disparu après la première lecture avec les acteurs : « La langue ne devrait pas être un problème, non pas parce que je maîtrise l'anglais, mais parce que l'ensemble du casting était prêt à me comprendre et à me faciliter la tâche pour les comprendre. » Précédemment, il avait abandonné un projet de long métrage avec Cate Blanchett, inspiré du recueil de nouvelles de Lucia Berlin A Manual for Cleaning Women. Pour se préparer à un tournage en anglais, il a mis en scène ses premiers courts métrages dans cette langue, La Voix humaine / La voz humana (2020) et Strange Way of Life / Extraña forma de vida (2023). Swinton, qui apparaît dans La Voix humaine, compare La Chambre d'à côté au film d'Almodóvar, Douleur et Gloire, sorti en 2019. Les thèmes abordés sont, comme dans ce dernier, les vieilles amitiés, « comment elles nous soutiennent et pourquoi nous en avons besoin à ce stade de notre vie. » Almodóvar indique avant la première que l'intrigue du film est centrée sur une mère imparfaite et sa fille contrariée qui se sont éloignées l'une de l'autre à cause d'un malentendu. Lors de la présentation du film à la Mostra de Venise, il apparaît aux côtés de Swinton comme un partisan de l'euthanasie. « C'est un film qui défend l'euthanasie » déclare-t-il lors de la conférence de presse qui suit la première projection. « Il s'agit de la liberté personnelle de l'homme, de son droit à ne pas laisser la maladie décider quand la fin est proche, mais à garder lui-même les rênes. »

### Équipe technique
Pour la photographie, Almodóvar engage pour la première fois l'Espagnol Eduard Grau, actif dans le cinéma international, alors que pour ses films précédents, il avait surtout fait appel à José Luis Alcaine. Contrairement à ce dernier, Grau est membre de l'American Society of Cinematographers (ASC) ; il considère comme un « incroyable honneur » de travailler avec Almodóvar. Il tourne avec une caméra Arri-Alexa-35 et des objectifs anamorphosés Panavision : « Cette combinaison avec le grain supplémentaire et le rapport largeur/hauteur de 2,40 » doit, selon Grau, mettre en valeur les personnages et leurs échanges. L'image de La Chambre d'à côté doit être plus proche des œuvres précédentes d'Almodóvar, qui ont marqué son style. La couleur est au centre ainsi que la beauté « non négociable » des actrices principales. « Nous voulions faire un film complètement almodovarien, rendre hommage à son style autant que possible et rester fidèles à l'histoire et à ses personnages », explique Grau.
Pour le montage et la musique du film, Almodóvar fait appel à Teresa Font et à Alberto Iglesias, avec lesquels il a déjà collaboré auparavant.

## Exploitation
La Chambre d'à côté est inclus dans les programmes de trois des quatre principaux festivals de cinéma de l'automne. La première a eu lieu le 2 septembre 2024 à la 81e Mostra de Venise, une première pour un film espagnol, où l'œuvre intègre la compétition principale. Le public de la première a réservé au film d'Almodóvar l'ovation la plus longue à ce jour pour une œuvre en compétition lors de cette édition du festival, avec un total de 17 minutes.
Le 7 septembre, le film a été présenté au 49e Festival international du film de Toronto, où une autre adaptation d'une œuvre de l'écrivain Nunez, The Friend (en) de Scott McGehee et David Siegel, sera projetée en avant-première. Anita Lee, programmatrice du festival canadien, a fait l'éloge de La Chambre d'à côté qui, malgré le passage d'Almodóvar à l'anglais, « n'a rien perdu de ses caractéristiques typiques » des œuvres précédentes. Outre la complexité de la narration, elle a souligné l'interprétation de Julianne Moore et Tilda Swinton ainsi que la photographie d'Eduard Grau.
Une première bande-annonce du film est sortie en août 2024.
En Espagne, La Chambre d'à côté est projeté pour la première fois le 26 septembre 2024 au festival international du film de Saint-Sébastien dans le cadre de la remise du prix Donostia à Almodóvar. Le film sort en salle en octobre. Par la suite, il devrait être intégré en exclusivité dans l'offre de vidéo à la demande de la plateforme espagnole Movistar Plus+.
En France, le film est distribué par Pathé Films.

### Accueil critique
Pour Clarisse Fabre dans Le Monde : « Sur un sujet aussi grave, le tandem de comédiennes réussit à insuffler une atmosphère tendre jamais morbide, parfois même rehaussée d’une certaine drôlerie. Pour autant, le film conserve ce classicisme et cette image léchée qui laissent parfois à distance – ainsi le flash-back montrant la reporter sur le terrain en Irak est assez invraisemblable. »
Laura Tuiller dans Libération écrit qu'« Almodóvar parvient à [se tirer de ce gros sujet] avec une grâce de félin, insufflant, comme il l’a justement souligné en recevant son lion, un “Spanish spirit” à ce film américain qui aurait pu peser des tonnes. Quelque chose comme une intelligence de l’impermanence des choses et des êtres. »
Nando Salvà dans El Periódico de Catalunya remarque qu'avec son Lion d'or Almodovar « ne figure plus sur la liste des meilleurs cinéastes vivants qui n’ont jamais remporté le premier prix d’un des trois principaux festivals de cinéma du monde. » Pour le film, le journaliste catalan souligne qu'il s'agit « probablement [du] film le plus sobre de sa carrière sur le plan esthétique et, bien qu’il parle d’un sujet aussi enclin à générer de la sentimentalité que la mort, [il fait] le pari de la retenue dramatique que le réalisateur pratique depuis plusieurs films. »
Elena Löwenthal dans La Stampa estime que le film « fera du bruit dans notre pays » : « Parce qu’il met en scène, au centre de la scène et non par allusion ou métaphore, quelque chose qui est ici encore considéré comme obscène au sens premier du terme : non pas au sens de lubrique mais au sens d’inavouable, condamné à rester en dehors […] du discours public et privé. Et surtout de la politique. » Elle ajoute que ce sujet est en Italie « un tabou. Une chose obscène qui flotte dans les eaux usées du vide législatif, qui suscite des haussements d’épaules car moins on en parle, mieux c’est. »
Valerie Dirk du quotidien autrichien Der Standard salue La Chambre d'à côté comme un « mélodrame américain » « raffiné » et au style sûr, qui lui rappelle les œuvres de Douglas Sirk et de Woody Allen. La relation de Martha et d'Ingrid doit être « inscrite à l'Olympe des plus belles relations amicales du cinéma ». Les thèmes centraux du film sont « la mort, l'amitié et l'amour physique ». La seule chose qui dérange la critique est le minuscule double rôle de Tilda Swinton à la fin du film, qui « ressemble à un mauvais tour de magie » que « tout le monde connaît déjà. »
Rüdiger Suchsland, du magazine de cinéma en ligne artechock, qualifie La Chambre d'à côté de « très très » bon film. Il est « d'une clarté et d'une cohérence admirables ». De nombreuses références à d'autres artistes et œuvres sont également disséminées, parmi lesquelles Dora Carrington et Virginia Woolf, Edward Hopper, Les Morts de James Joyce et son adaptation cinématographique Gens de Dublin par John Huston, le film Voyage en Italie de Roberto Rossellini, Mao II de Don DeLillo, La dolce vita de Federico Fellini. Almodóvar s'attaque également « très politiquement » à une « iconographie cancéreuse » particulière.

## Distinctions

### Récompense
- Mostra de Venise 2024 : Lion d'or[36]

### Nomination
- Golden Globes 2025 : Meilleure actrice dans un film dramatique pour Tilda Swinton

### Sélection
- Mostra de Venise 2024 : en compétition[37]